# Srivijaya
Srivijaya (indonesi: Sriwijaya; malai: Srivijaya) va ser un imperi talassocràtic malai situat a l'illa de Sumatra (a l'actual Indonèsia), que va tenir influència a gran part del sud-est asiàtic. Srivijaya va ser un centre important per a l'expansió del budisme des del segle vii fins al segle xii dC. Srivijaya va ser el primer regne unificat que va dominar gran part del sud-est asiàtic marítim. A causa de la seva ubicació, aquest imperi va desenvolupar una tecnologia complexa utilitzant recursos marítims. A més, la seva economia va anar depenent progressivament de l'auge comercial de la regió, transformant-la així en una economia basada en béns de prestigi.
La referència més antiga data del segle vii. Un monjo xinès de la dinastia Tang, Yijing, va escriure que va visitar Srivijaya l'any 671 durant sis mesos. La inscripció més antiga coneguda en la qual apareix el nom Srivijaya també data del segle vii a la inscripció de Kedukan Bukit trobada prop de Palembang, Sumatra, datada el 16 de juny de 682. Entre finals del segle vii i principis del segle xi, Srivijaya es va convertir en un punt hegemònic al sud-est asiàtic. Va estar involucrat en interaccions estretes, sovint rivalitats, amb els veïns Mataram, Khmer i Txampa. El principal interès estranger de Srivijaya va ser fomentar acords comercials lucratius amb la Xina que van durar des de la dinastia Tang fins a la dinastia Song. Srivijaya tenia vincles religiosos, culturals i comercials amb la dinastia Pala budista de Bengala, així com amb el califat islàmic de l'Orient Mitjà.
Abans del segle xii, Srivijaya era principalment una organització política terrestre més que una potència marítima, hi havia flotes disponibles, però actuaven com a suport logístic per facilitar la projecció del poder terrestre. En resposta al canvi de l'economia marítima asiàtica, i amenaçada per la pèrdua de les seves possessions, Srivijaya va desenvolupar una estratègia naval per endarrerir el seu declivi. L'estratègia naval de Srivijaya era principalment punitiva; això es va fer per coaccionar els vaixells comercials perquè atraquessin al seu port. Més tard, l'estratègia naval va degenerar a una flota d'incursions.
La invasió Chola va portar a la caiguda de la dinastia Sailendra de Srivijaya i també coincideix amb el viatge de retorn del gran erudit budista Atiśun des de Sumatra a l'Índia el 1025.
El regne va deixar d'existir al segle xiii a causa de diversos factors, inclosa l'expansió dels imperis javanès Singhasari i Majapahit. El control dels Chola sobre Srivijaya va durar diverses dècades, i amb desapareix de les fonts històrique en 1120 després de la destrucció per part de Kulottunga I. Després de la caiguda de Srivijaya, es va oblidar en gran part. No va ser fins al 1918 que l'historiador francès George Coedès, de l'École française d'Extrem-Orient, en va destacar formalment l'existència.

## Etimologia
Srivijaya és un nom derivat del sànscrit: श्रीविजय, Śrīvijaya. Śrī significa «afortunat», «pròsper» o «feliç» i Vijayasignifica «victoriós» o «excel·lència». Així, la paraula combinada Srivijaya significa «victòria brillant», «triomf esplèndid», «vencedor pròsper», «brillant d'excel·lència» o simplement «gloriosa».
En altres idiomes, Srivijaya es pronuncia:
- Birmà: သီရိပစ္စယာ (Thiripyisaya)
- Xinès: 三佛齊 (Sanfoqi).[1]
- Javanès: ꦯꦿꦶꦮꦶꦗꦪ (Sriwijaya)
- Khmer: ស្រីវិជ័យ (Srey Vichey)
- Sundanès: ᮞᮢᮤᮝᮤᮏᮚ (Sriwijaya)
- Tailandès: ศรีวิชัย (Siwichai)
- Tamil: ஸ்ரீ விஜயம் (Sri Vijayam)

Els historiadors de principis del segle xx que van estudiar les inscripcions de Sumatra i les illes veïnes van pensar que el terme «Srivijaya» es referia al nom d'un rei. El 1913, H. Kern va ser el primer epigrafista que va identificar el nom «Srivijaya» escrit en una inscripció a Kota Kapur del segle xvii (descoberta el 1892). Tanmateix, en aquell moment creia que es referia a un rei anomenat «Vijaya», amb «Sri» com a títol honorífic per a un rei o governant.
El manuscrit sundanès de Carita Parahyangan, compost cap a finals del segle xvi a Java Occidental, esmentava vagament el nom «Sang Sri Wijaya». El manuscrit descriu un heroi príncep que es va convertir en un rei anomenat Sanjaya que, després d'assegurar el seu govern a Java, va estar involucrat en la batalla amb els Malayu i Keling contra el seu rei Sang Sri Wijaya. 
Posteriorment, després d'estudiar les inscripcions locals en pedra, els manuscrits i els relats històrics xinesos, els historiadors van concloure que el terme «Srivijaya» es referia en realitat a una organització política o regne. La principal preocupació és definir l'estat amorf de Srivijaya com una talassocràcia, que dominava una confederació de ciutats portuàries semiautònomes al sud-est asiàtic marítim.

## Historiografia

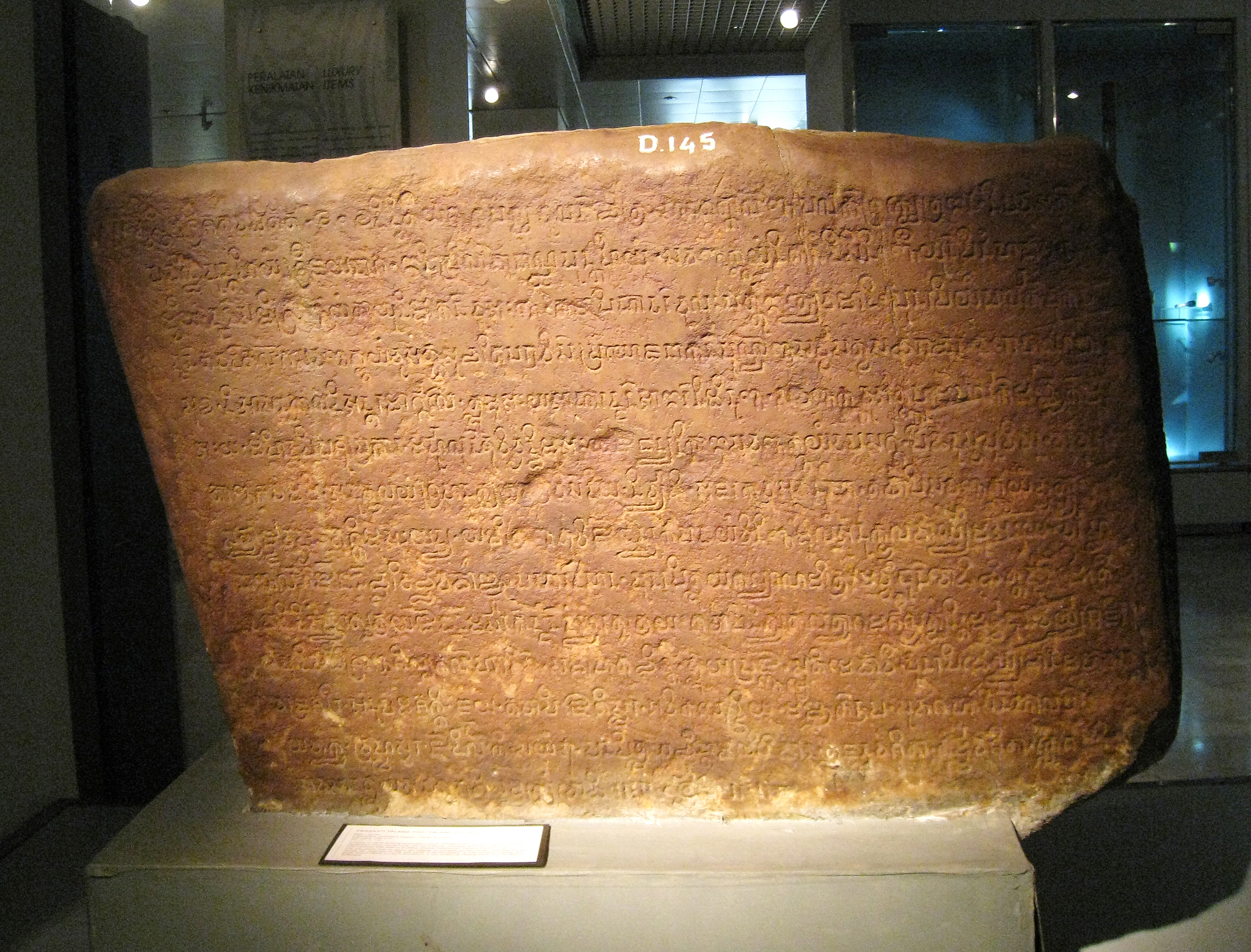
La inscripció de Talang Tuwo, descoberta a la zona de Bukit Seguntang, explica l'establiment del parc sagrat de Śrīksetra

Queden poques evidències físiques de Srvijaya. No hi havia hagut un coneixement continu de la història de Srivijaya fins i tot al sud-est asiàtic marítim; el seu passat oblidat ha estat ressuscitat per estudiosos estrangers. Els indonesis contemporanis, fins i tot els de la zona de Palembang (al voltant d'on es va basar el regne), no havien sentit parlar de Srivijaya fins als anys 20, quan l'erudit francès, George Cœdès, va publicar els seus descobriments i interpretacions als diaris en llengua holandesa i indonèsia. Cœdès va assenyalar que les referències xineses a Sanfoqi, abans llegit com Sribhoja o Sribogha, i les inscripcions en malai antic fan referència al mateix imperi.
La historiografia Srivijaya va ser adquirida, composta i establerta a partir de dues fonts principals: els relats històrics xinesos i les inscripcions en pedra del sud-est asiàtic que s'han descobert i desxifrat a la regió. El relat del pelegrí budistaYijing és especialment important per descriure Srivijaya, quan va visitar el regne l'any 671 durant sis mesos. Les inscripcions siddhayatra del segle vii descobertes a Palembang i l'illa de Bangka també són fonts històriques primàries vitals. A més, els relats regionals que s'haurien conservat i tornat a explicar com a contes i llegendes, com la Llegenda del maharajà de Javaka i el Rei Khmer també ofereixen una visió del regne. Alguns relats indis i àrabs també descriuen vagament la riquesa i la fabulosa fortuna del rei de Zabag.
Els registres històrics de Srivijaya es van reconstruir a partir d'una sèrie d'inscripcions en pedra, la majoria escrites en malai antic amb escriptura Pallava, com ara les inscripcions Kedukan Bukit, Talang Tuwo, Telaga Batu i Kota Kapur.Srivijaya es va convertir en un símbol de la importància primerenca de Sumatra com a gran imperi per equilibrar el Majapahit de Java a l'est. Al segle xx, els intel·lectuals nacionalistes es van referir a tots dos imperis per defensar una identitat indonèsia dins d'un estat indonèsia unit que havia existit abans de l'estat colonial de les Índies Orientals Neerlandeses.
Srivijaya, i per extensió Sumatra, havien estat coneguts amb diferents noms a diferents pobles. Els xinesos l'anomenaven Sanfotsi, Sanfoqi o Che-li-fo-che (Shilifoshi), i hi havia un regne encara més antic de Kantoli, que es podria considerar el predecessor de Srivijaya. Els textos en sànscrit i en pali s'hi referien com a Yavades i Javadeh, respectivament.Els àrabs l'anomenaven Zabag o Sribuza i els khmers l'anomenaven Melayu. Mentre que els javanesos els anomenaven Suvarnabhumi, Suvarnadvipa, Melayu o Malayu. Aquesta és una altra raó per la qual el descobriment de Srivijaya va ser tan difícil. Tot i que alguns d'aquests noms recorden fortament el nom de Java, hi ha una clara possibilitat que s'hagin referit a Sumatra.

## Capital

### Palembang
Segons la inscripció Kedukan Bukit, datada l'any 605 Saka (683), Srivijaya es va establir per primera vegada als voltants de l'actual Palembang, a la vora del riu Musi. Esmenta que Dapunta Hyang Sri Jayanasa procedia de Minanga Tamwan. La ubicació exacta de Minanga Tamwan encara és un tema de discussió. La teoria de Palembang com el lloc on es va establir Srivijaya va ser presentada per Cœdes i recolzada per Pierre-Yves Manguin. Soekmono, d'altra banda, argumenta que Palembang no era la capital de Srivijaya i suggereix que el sistema del riu Kampar a Riau on es troba el temple de Muara Takus com Minanga Tamwan.

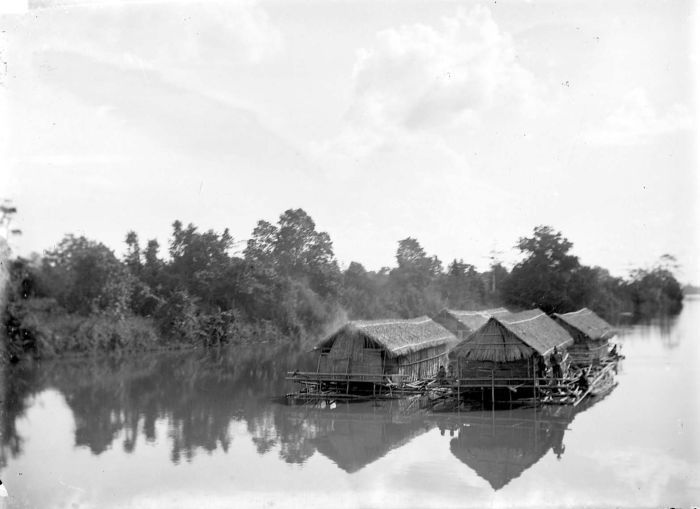
Cases flotants a la riba del riu Musi prop de Palembang el 1917. La capital Srivijaya probablement es va formar a partir d'una col·lecció de cases flotants com aquesta.

A part de la inscripció de Kedukan Bukit i d'altres inscripcions de Srivijaya, immediatament a l'oest de la ciutat moderna de Palembang, s'han trobat una quantitat d'artefactes a través de prospeccions arqueològiques iniciades des del segle xx. Els artefactes descoberts inclouen una gran quantitat de ceràmica xinesa i restes de vaixella índia, també les ruïnes de l'estupa als peus de Bukit Seguntang. A més, s'han recuperat un nombre important d'estàtues hindús-budistes de la conca del riu Musi. Aquests descobriments reforcen la idea que Palembang era el centre de Srivijaya. No obstant això, Palembang va deixar pocs rastres arqueològics de l'antic assentament urbà. Això és probablement a causa de la naturalesa de l'entorn de Palembang: una plana baixa que sovint s'inundava pel riu Musi. L'expert suggereix que l'antic assentament de Palembang es va formar com una col·lecció de cases flotants fetes de materials com la fusta, bambú i sostre de palla. El relat xinès del segle xiii ho va confirmar; a Zhu Fan Zhi, Zhao Rukuo va esmentar: «Els residents de Sanfo-tsi (Srivijaya) viuen escampats fora de la ciutat sobre l'aigua, dins de basses folrades de canyes». Probablement, només era Kedatuan(cort del rei) i es van construir estructures religioses a terra, mentre que la gent vivia en cases flotants al llarg del riu Musi.
Palembang i la seva rellevància per al primer estat malai havien estat discutits a causa de la manca d'evidències arqueològiques. Una forta evidència històrica trobada a les fonts xineses, parlant d'assentaments semblants a ciutats ja l'any 700 dC, i més tard els viatgers àrabs, que van visitar la regió durant els segles x i xi, van tenir proves escrites, que parlaven del regne de Srivijaya en el seu context. Pel que fa a les primeres polítiques estatals a l'arxipèlag malai, la ubicació geogràfica del modern Palembang era un possible candidat per a l'assentament del regne del primer mil·lenni com Srivijaya, ja que és el millor descrit i més segur en el context històric, el seu prestigi era evident en riquesa i característiques urbanes, i el més singular, que cap altre regne del I mil·lenni va tenir, va ser la seva ubicació a la unió amb tres rius principals, el riu Musi, el riu Komering i el riu Ogan. L'evidència històrica es va contrastar el 1975 amb les publicacions de Bennet Bronson i Jan Wisseman. Les troballes a certs llocs d'excavació importants, com Geding Suro, Penyaringan Air Bersih, Sarang Wati i Bukit Seguntang, realitzades a la regió van tenir un paper important en l'evidència negativa del regne del primer mil·lenni a la mateixa regió. Es va assenyalar que la regió no contenia cap assentament localitzable abans de mitjans del segon mil·lenni.
La manca d'evidències dels assentaments del sud en el registre arqueològic prové del desinterès per l'arqueòleg i de la poca visibilitat física del mateix assentament. L'arqueologia de les dècades de 1920 i 1930 es va centrar més en l'art i l'epigrafia que es troben a les regions. Alguns assentaments urbans del nord es van situar a causa d'algunes superposicions en l'ajustament del model sinocèntric de centres urbans ciutat-estat. Un enfocament per diferenciar entre els assentaments urbans de les regions del sud dels del nord del sud-est asiàtic es va iniciar amb una proposta d'un model alternatiu. Les excavacions no van aconseguir demostrar l'existència centre urbà seguint el model xinès, la qual cosa va obligar a regir-se pels paràmetres d'un nou model. Els paràmetres d'aquest model d'assentament semblant a una ciutat incloïen l'aïllament del centre de la ciutat en relació amb el seu rerepaís. Aquest nou model implicaria que l'assentament tingués accés tant a un transport fàcil com a grans rutes comercials interregionals, crucials en una regió amb pocs recursos. L'accés al primer i al posterior tindrien un paper important en la creació d'un excedent econòmic extrem en absència d'un rerepaís explotat. El centre urbà s'hauria de poder organitzar políticament sense necessitat de focus cerimonials com temples, monuments i inscripcions. Finalment, els habitatges haurien de ser impermanents, sent altament probables a la regió de Palembang i al sud-est asiàtic. Aquest model es va proposar per desafiar els conceptes de ciutat dels antics centres urbans del sud-est asiàtic i els mateixos postulats bàsics com les regions del sud, com Palembang, van basar els seus èxits en correlació amb la urbanització.

Srivijaya Archaeological Park (verd) situat al sud-oest del centre de Palembang. El lloc forma un eix que connecta Bukit Seguntang i el riu Musi.

A causa del patró contradictori trobat a les regions del sud, com Palembang, l'any 1977 Bennet Bronson va desenvolupar un model especulatiu per a una millor comprensió de la regió costanera de Sumatra, com la Malàisia insular i peninsular, les Filipines i l'oest d'Indonèsia. El seu focus principal era la relació dels sistemes polítics, econòmics i geogràfics. El patró polític i econòmic general de la regió sembla irrellevant per a altres parts del món de la seva època, però en correlació amb la seva xarxa de comerç marítim, va produir alts nivells de complexitat socioeconòmica. Va concloure, a partir de les seves publicacions anteriors el 1974, que el desenvolupament estatal en aquesta regió es va desplegar de manera molt diferent a la resta del primer sud-est asiàtic. El model de Bronson es basava en els patrons dendrítics d'una conca de drenatge on la seva obertura condueix al mar. Com que l'evidència històrica situa la capital a Palembang, i en la cruïlla de tres rius, el riu Musi, el riu Komering i el riu Ogan, aquest model s'hi pot aplicar. Tot i això, perquè el sistema funcionés correctament, calien diverses limitacions. La incapacitat per al transport terrestre provocaria el moviment de totes les mercaderies per les rutes d'aigua, alineant els patrons econòmics amb els patrons dendrítics formats pels rierols. El segon seria el centre d'ultramar que hauria de ser econòmicament superior als ports que es troben a la desembocadura dels rius, amb una població més elevada i una economia més productiva i tecnològicament avançada. Finalment, les limitacions del sòl hi funcionarien en contra i no en els desenvolupaments dels assentaments urbans.
Una fotografia aèria presa l'any 1984 a prop de Palembang (en l'actual Parc Arqueològic de Srivijaya) va revelar les restes d'antics canals, fossats, estanys i illes artificials fets per l'home, cosa que suggereix la ubicació del centre urbà de Srivijaya. Es van trobar diversos artefactes com fragments d'inscripcions, estàtues budistes, comptes, ceràmica i ceràmica xinesa, que confirmen que la zona tenia, en un moment, un dens habitatge humà. El 1993, Pierre-Yves Manguin havia demostrat que el centre de Srivijaya es trobava al llarg del riu Musi entre Bukit Seguntang i Sabokingking (situat a l'actual Palembang, Sumatra del Sud, Indonèsia). Palembang es diu en xinès: 巨港, pinyin: Jù gǎng, literalment: «Gran Port» probablement és un testimoni de la seva història com un gran port.
Les recents troballes descobertes dels sediments fangosos al fons del riu Musi sembla confirmar que Palembang era efectivament el centre comercial del regne Srivijaya. L'any 2021, pescadors locals que es van convertir en bussejadors del tresor van sortir a la llum un nombre de tresors de fons i llera dels rius. El fons inclou monedes de determinades èpoques, joies d'or, estàtues budistes, gemmes, perles de colors i fragments de ceràmica xinesa. Tanmateix, aquests fons es perden immediatament pel coneixement històric, ja que els caçadors de tresors locals els han venut immediatament a comerciants d'antiguitats internacionals abans que els arqueòlegs els puguin estudiar correctament. Aquests descobriments han provocat la febre del tresor al riu Musi el 2021, on els locals han format grups de bussejadors del tresor que operen en algunes parts del riu Musi a Palembang i als voltants.

### Jambi

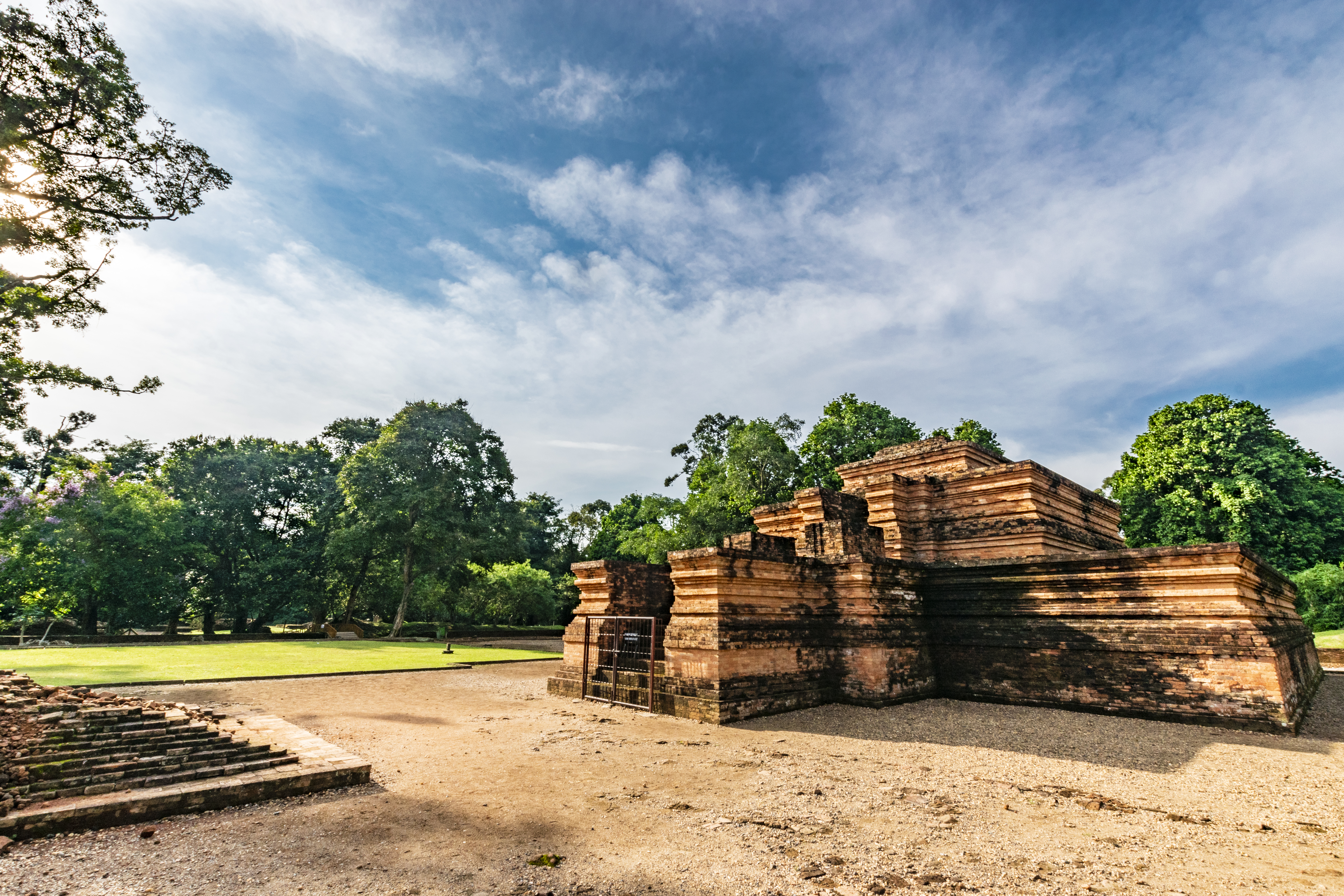
Complex del temple budista Muaro Jambi, una possible ubicació del centre religiós de Srivijaya.

Alguns erudits argumenten que el centre de Srivijaya estava situat a Muaro Jambi, i no a Palembang com molts escriptors anteriors havien suggerit. L'any 2013, la investigació arqueològica dirigida per la Universitat d'Indonèsia va descobrir diversos llocs religiosos i de cel·les als complexos del temple de Muaro Jambi, cosa que suggereix que el centre inicial de Srivijaya es trobava a la regència de Muaro Jambi, Jambi al riu Batang Hari, en lloc de proposat originalment al Riu Musi. El jaciment arqueològic inclou vuit santuaris de temples excavats i cobreix uns 12 quilòmetres quadrats i s'estén per 7,5 quilòmetres al llarg del riu Batang Hari, mentre que 80 túmuls (menapos) de ruïnes del temple encara no s'han restaurat. El jaciment arqueològic de Muaro Jambi era de naturalesa budista Mahayana -Vajrayana, cosa que suggereix que el lloc va servir com a centre d'aprenentatge budista, connectat amb el famós erudit budista del segle xSuvarṇadvipi Dharmakīrti. Fonts xineses també van esmentar que Srivijaya va acollir milers de monjos budistes.
En comparació amb Palembang, Muaro Jambi té jaciments arqueològics més rics, és a dir, múltiples temples de maó vermell i edificis al llarg del riu Batang Hari. D'altra banda, no s'ha descobert mai cap temple o edifici comparable a Palembang. El defensor de la teoria de Muaro Jambi com a capital de Srivijaya assenyala que les descripcions escrites per I-Tsing i Chau Ju-kua, la descripció dels regnes Srivijaya per part dels Chola, també les troballes arqueològiques, suggereixen que la capital Srivijaya s'adapta millor als voltants de Muaro Jambi que el pantanós Palembang. L'estudi també compara l'entorn, la ubicació geogràfica i la riquesa econòmica d'ambdues ciutats; argumentant que Jambi, situat a la desembocadura de la conca del riu Batang Hari amb la seva connexió amb l'interior de Minangkabau era el centre del comerç d'or a la zona, que descrivia com la fabulosa riquesa de Srivijaya.
Cap a finals del segle xi, la capital s'havia traslladat a Jambi i hi romandria com a capital fins al segle xiii.

### Java Central

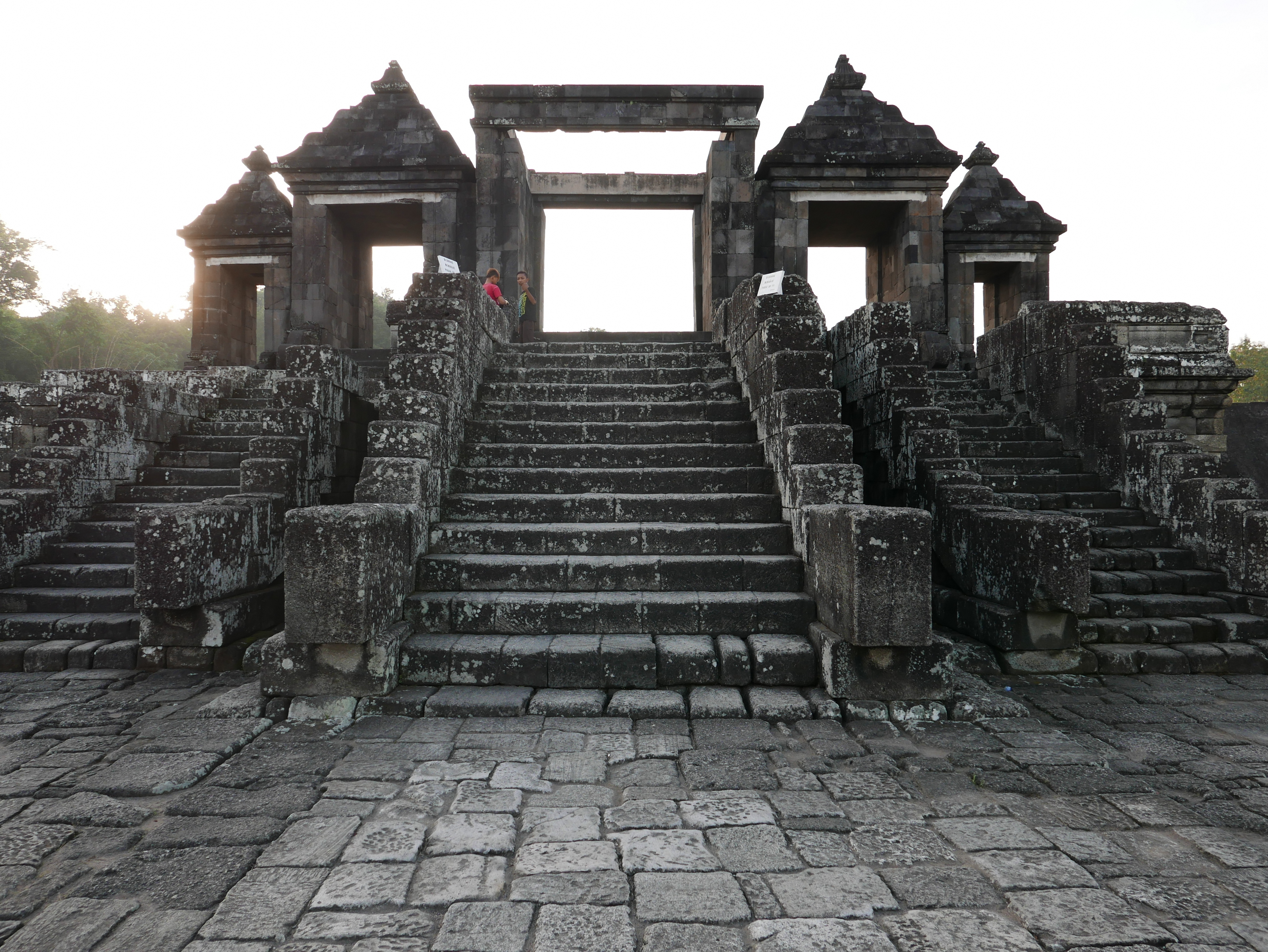
A finals del, la capital política es va traslladar a Java Central, quan els Sailendra es van convertir en el maharajà de Srivijaya.

A la segona meitat del segle viii, la capital de Srivijaya Mandala sembla ser reubicada i restablida a Java Central, a l'esplèndida cort del Regne de Mataram situada en algun lloc de la fèrtil Kedu i la plana de Kewu, a la mateixa ubicació del majestuós Borobudur, Monuments Manjusrigrha i Prambanan. Aquest període únic es coneix com a l'època Srivijaya a Java Central, quan el monarca de Sailendras es va convertir en el maharajà de Srivijaya. En aquell moment, Srivijaya Mandala sembla estar format per la federació o una aliança de ciutats-estat, que s'estén des de Java fins a Sumatra i la península de Malaia, connectades amb una connexió comercial fonamentada amb lleialtat política. En aquell moment, els centres comercials Srivijaya romanen a Palembang i, en una mesura més gran, també inclouen els ports de Jambi, Kedah i Chaiya; mentre que el seu centre polític, religiós i cerimonial es va establir a Java Central.

### Altres llocs
Una altra teoria suggereix que Dapunta Hyang provenia de la costa est de la península de Malaia, i que el districte de Chaiya a la província de Surat Thani, Tailàndia, era el centre de Srivijaya. El període Srivijaya es coneix com el moment en què Srivijaya va governar el sud de Tailàndia actual. A la regió de Chaiya, hi ha evidències clares de la influència Srivijaya vistes en obres d'art inspirades en el budisme mahayana. A causa de la gran quantitat de restes, com l'estela de Ligor, trobades en aquesta regió, alguns estudiosos van intentar demostrar que Chaiya era la capital més que Palembang. Aquest període també va ser un temps per a l'art. Es creia que l'art budista del regne Srivijaya havia manllevat estils indis com el de l'escola d'art de Dvaravati. El nom de la ciutat de Chaiya pot derivar del nom malai «Cahaya» que significa «llum» o «lluminositat». Tanmateix, alguns estudiosos creuen que Chaiya probablement prové de Srivijaya. Va ser una capital regional de l'imperi Srivijaya. Alguns historiadors tailandesos argumenten que era la capital de Srivijaya en si, però això generalment s'ha descartat.

## Història

### Formació i creixement

#### Siddhayatra

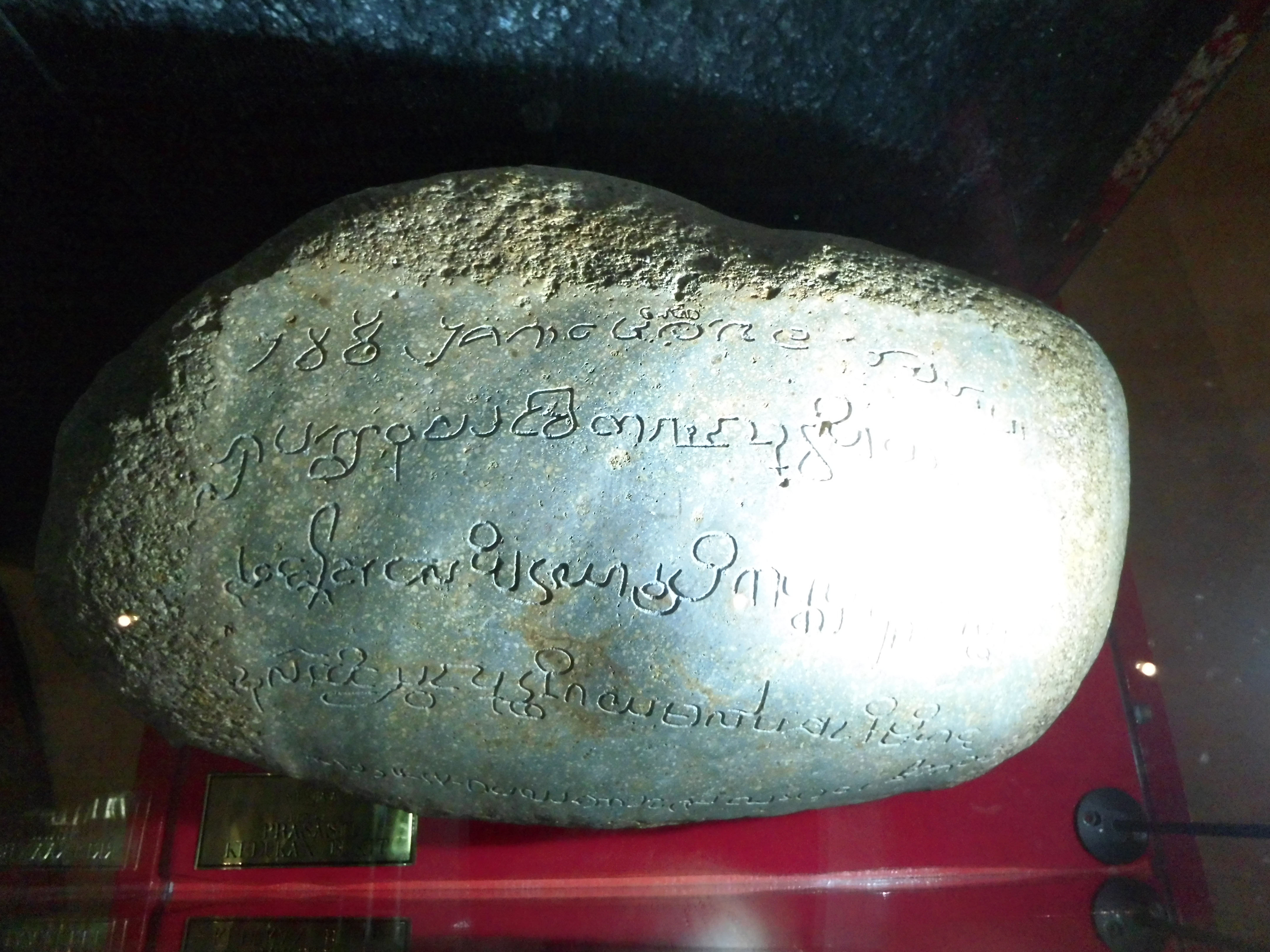
La inscripció Kedukan Bukit exposada al Museu Nacional d'Indonèsia

Al voltant de l'any 500, les arrels de l'imperi Srivijaya van començar a desenvolupar-se al voltant de l'actual Palembang, Sumatra. La inscripció Kedukan Bukit (683), descoberta a la vora del riu Tatang prop del lloc de Karanganyar, afirma que l'imperi de Srivijaya va ser fundat per Dapunta Hyang Sri Jayanasa i el seu seguici. S'havia embarcat en un viatge sagrat siddhayatra i va dirigir 20.000 soldats i 312 persones en vaixells amb 1.312 soldats de peu des de Minanga Tamwan fins a Jambi i Palembang. Moltes d'aquestes forces armades reunides sota el domini Srivijaya haurien estat la gent del mar, coneguda generalment com a orang laut. En establir el seu poder, Srivijaya primer va haver de consolidar la seva posició al sud-est de Sumatra, que en aquell moment consta d'un nombre de governs quasi independents governats per Datus (cacics) local.
A partir de les inscripcions en malai antic, és destacable que Dapunta Hyang Sri Jayanasa va llançar una conquesta marítima l'any 684 amb 20.000 homes en el viatge siddhayatra per adquirir riquesa, poder i «poders màgics». Sota el lideratge de Dapunta Hyang Sri Jayanasa, el Regne Melayu es va convertir en el primer regne a integrar-se a Srivijaya. Això possiblement va passar a la dècada del 680. Melayu, també conegut com a Jambi, era ric en or i sembla que gaudia d'una gran estima en aquell moment. Srivijaya va considerar que la submissió a Melayu augmentaria el seu propi prestigi.
L'imperi s'organitzava en tres zones principals: la capital situada a la zona de l'estuari (Palembang), la conca del riu Musi que servia de rerepaís, i les zones d'estuaris competidores capaços de formar centres de poder competidors. Les zones aigües amunt del riu Musi eren riques en diverses mercaderies valuoses per als comerciants xinesos. La capital era administrada directament pel governant, mentre que el rerepaís romania sota els datus locals o caps tribals, que estaven organitzats en una xarxa d'aliances amb el maharajà o rei Srivijaya. La força era l'element dominant en les relacions de l'imperi amb sistemes fluvials competidors com el riu Batang Hari, centrat a la província de Jambi.
La inscripció Telaga Batu, descoberta a Sabokingking, a l'est de Palembang, és també una inscripció siddhayatra, del segle vii. Aquesta inscripció es va utilitzar molt probablement en un sumpah cerimonial (ritual de fidelitat). La part superior de la pedra està adornada amb set caps de nāga, i a la part inferior hi ha un tipus de broc d'aigua per canalitzar el líquid que probablement s'abocava sobre la pedra durant un ritual. El ritual incloïa una maledicció sobre els que cometen traïció contra Kadatuan Srivijaya.
La inscripció Talang Tuwo també és una inscripció siddhayatra. Descoberta al turó de Seguntang, a l'oest de Palembang, aquesta inscripció parla de l'establiment del jardí abundant de Śrīksetra dotat pel rei Jayanasa de Srivijaya per al benestar de totes les criatures. És probable que el lloc del turó Seguntang fos la ubicació del jardí de Śrīksetra.

#### Conquestes regionals
Segons la inscripció de Kota Kapur descoberta a l'illa de Bangka, l'imperi va conquerir la major part del sud de Sumatra i la veïna illa de Bangka fins a Palas Pasemah a Lampung. A més, segons les inscripcions, Dapunta Hyang Sri Jayanasa va llançar una campanya militar contra Java a finals del segle vii, període que va coincidir amb la decadència de Tarumanagara a Java Occidental i els Kalingga a Java Central. Així, l'imperi va créixer per controlar el comerç a l'estret de Malaca, l'estret de la Sonda, el mar de la Xina Meridional, el mar de Java i l'estret de Karimata.
Els registres xinesos que daten a finals del segle vii mencionen dos regnes de Sumatra i tres regnes més a Java com a part de Srivijaya. A finals del segle viii, molts regnes javanesos occidentals, com Tarumanagara i Kalingga, estaven dins de l'esfera d'influència Srivijaya.

### Edat d'or

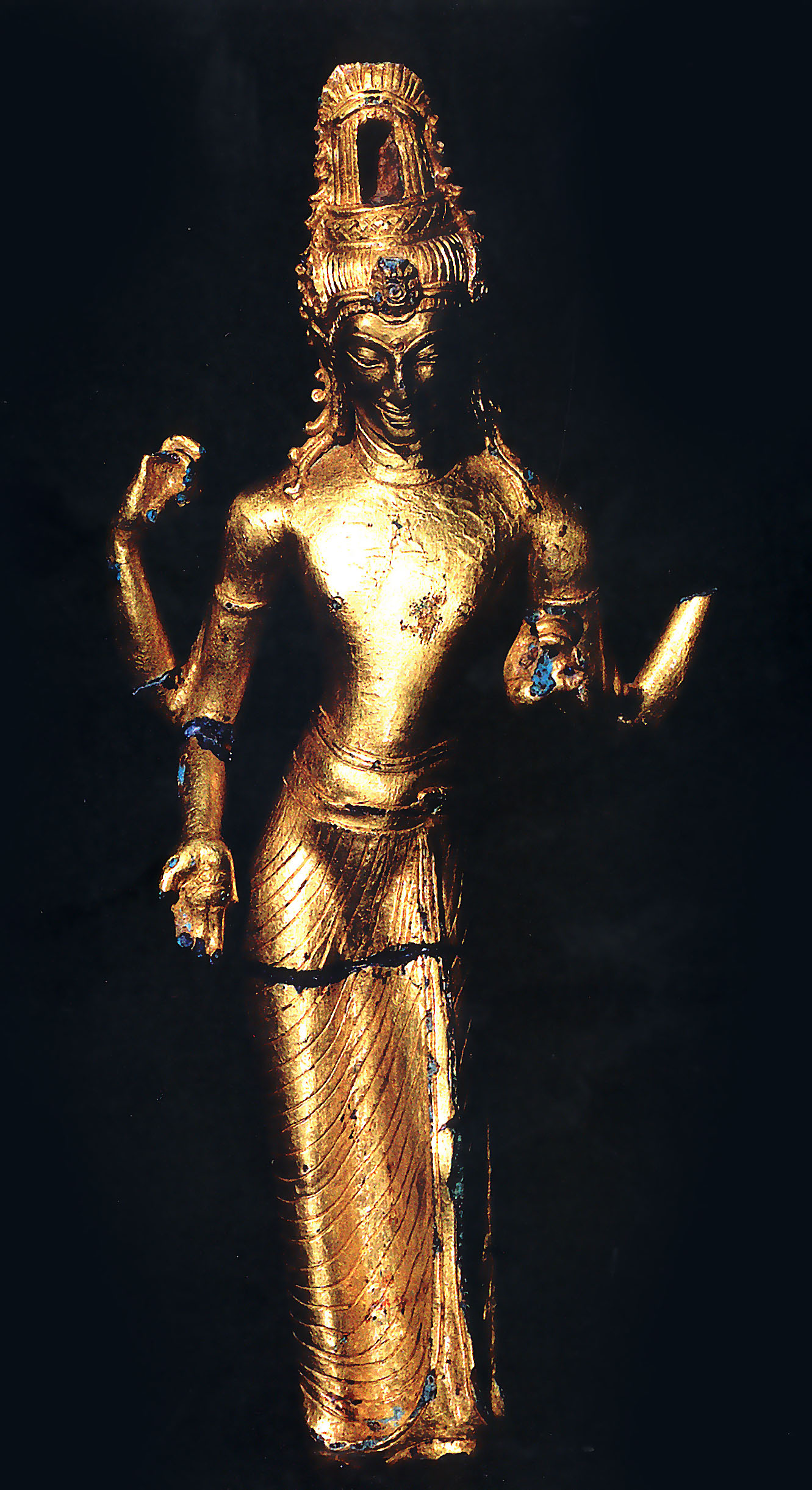
El bodhisattva daurat Malai Srivijaya Avalokiteshvara a Rataukapastuo, Muarabulian, Jambi, Indonèsia.

La inscripció de Sojomerto del segle vii esmentava que una família xivaista de parla malai antic dirigida per Dapunta Selendra s'havia establert a la zona de Batang, a la costa nord de Java Central. Possiblement, va ser el progenitor de la família Sailendra. A principis del segle viii, una família budista influent relacionada amb Srivijaya, la família Sailendrad'ascendència javanesa, dominava Java Central. El llinatge governant de Srivijaya es va casar llavors amb els Sailendra de Java Central.

#### Conquesta de la península Malaia i conflictes khmers

Polítiques malaies a Sumatra i la península malaia. A principis del, els estats de Sumatra i la península de Malaia estaven sota la dominació de Srivijaya.

Durant el mateix segle, Langkasuka a la península de Malaca va passar a formar part de Srivijaya. Poc després, Pan Pan i Tambralinga, al nord de Langkasuka, van quedar sota la influència Srivijaya. Aquests regnes de la península eren les principals nacions comercials que transportaven mercaderies a través de l'istme de Kra.
La inscripció de Ligor a Vat Sema Muang diu que el Maharajà Dharmasetu de Srivijaya va ordenar la construcció de tres santuaris dedicats als bodhisattves Padmapani, Vajrapani i Buda al nord de la península Malaia. La inscripció deia a més que Dharmasetu era el cap dels Sailendras de Java. Aquesta és la primera referència coneguda d'una relació entre Srivijaya i Sailendra. Amb l'expansió cap a Java i la península de Malaca, Srivijaya va controlar dos grans punts d'asfixia comercial al sud-est asiàtic: els estrets de Malacca i Sunda. Algunes ruïnes del temple Srivijaya són observables a Tailàndia i Cambodja.
En algun moment de finals del segle vii, els ports de Txampa a l'est d'Indoxina van començar a atreure comerciants. Això va desviar el flux comercial de Srivijaya. Per aturar això, el Maharajà Dharmasetu va llançar incursions contra les ciutats costaneres d'Indoxina. La ciutat d'Indrapura, al costat del riu Mekong, va ser controlada temporalment des de Palembanga principis del segle viii. Els Srivijaians van continuar dominant zones al voltant de l'actual Cambodja fins que el rei khmer Jayavarman II, fundador de la dinastia de l'Imperi Khmer, va tallar l'enllaç Srivijaya durant el mateix segle.

#### Domini Srivijaya a Java Central
Els Sailendres de Java van establir i nodrir una aliança dinàstica amb el llinatge Srivijaya de Sumatra, i després van establir encara més el seu domini i autoritat al Regne Mataram de Java Central.
A Java, el successor de Dharanindra va ser Samaragrawira (r. 800–819), esmentat a la inscripció de Nalanda (datada l'any 860) com el pare de Balaputradewa, i el fill de Śailendravamsatilaka («la joia de la família Śailendra») amb el nom modificat per Śrīviravairimathana («l'assassí d'un enemic heroic»), que fa referència a Dharanindra. A diferència del seu predecessor, l'expansiu i bèl·lic Dharanindra, Samaragrawira sembla haver estat més pacífic. Samaragrawira gaudint de la prosperitat de Java a la plana interior de Kedu i estava més interessat a completar el projecte de Borobudur. Va nomenar el príncep khmer Jayavarman II com a governador d'Indrapura al delta del Mekong sota el domini de Sailendras. Més tard es va demostrar que aquesta decisió era un error, ja que Jayavarman II es va revoltar, va traslladar la seva capital cap a l'interior del nord des de Tonle Sap fins a Mahendraparvata, tallant l'enllaç amb Srivijaya i va proclamar la independència dels Khmers de Java l'any 802. Samaragrawira va ser esmentat com el rei de Java que es va casar amb Tārā, filla de Dharmasetu. Va ser esmentat pel el seu altre nom Rakai Warak a la inscripció de Mantyasih.
Els historiadors anteriors, com N. J. Krom i Cœdes, tendeixen a equiparar Samaragrawira i Samaratungga com la mateixa persona. Tanmateix, historiadors posteriors com Slamet Muljana equiparen Samaratungga amb Rakai Garung, esmentat a la inscripció de Mantyasih com el cinquè monarca del regne de Mataram. Això significaria que Samaratungga va ser el successor de Samaragrawira.
Dewi Tara, la filla de Dharmasetu, es va casar amb Samaratungga, un membre de la família Sailendra que va assumir el tron de Srivijaya cap al 792. Al segle viii, la cort Srivijaya estava pràcticament situada a Java, ja que el monarca Sailendras es va convertir en el maharajà de Srivijaya.

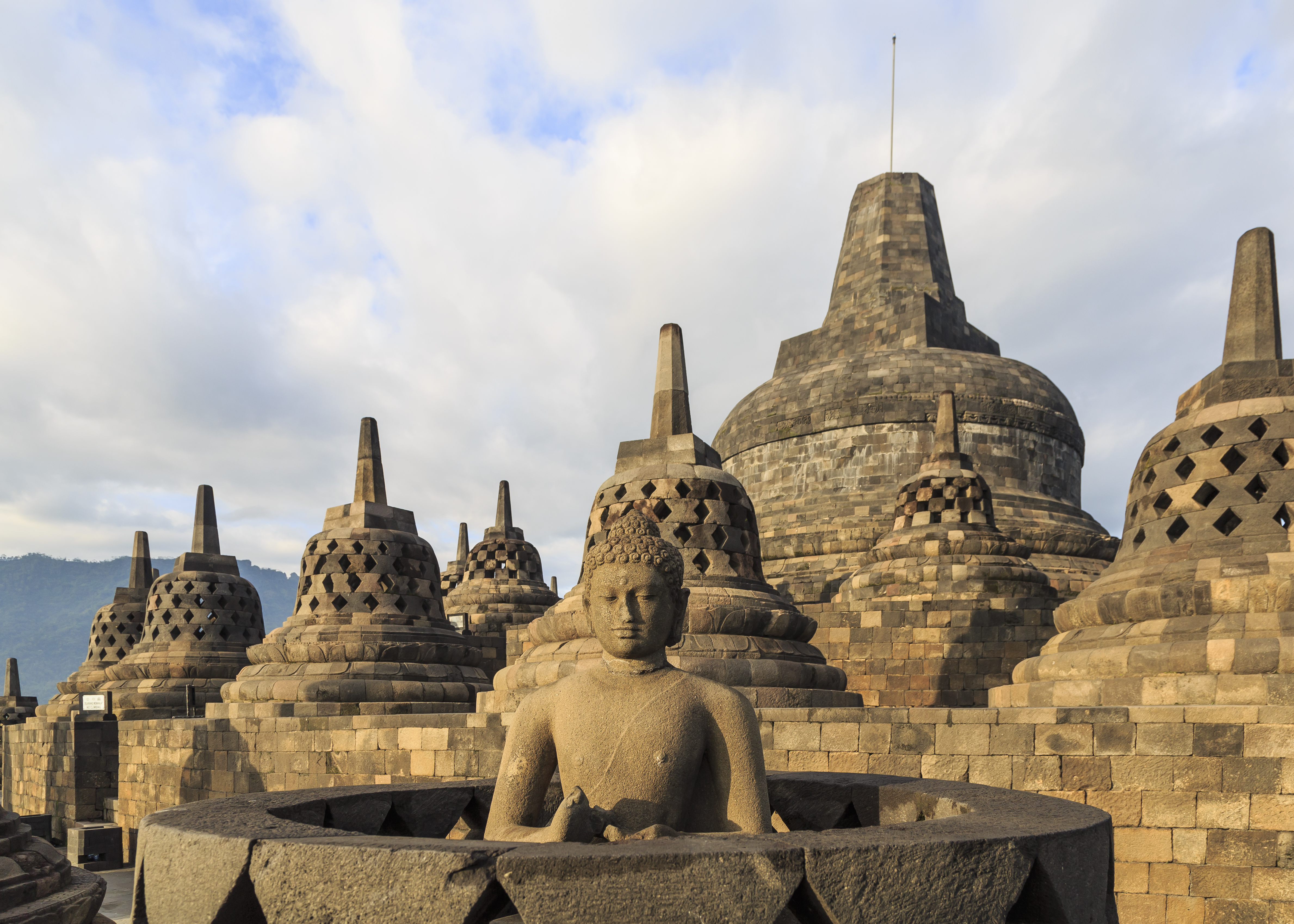
La construcció del Borobudur es va completar sota el regnat de Samaratunga de la dinastia Sailendra.

Després de Dharmasetu, Samaratungga es va convertir en el següent maharajà de Srivijaya. Va regnar com a governant del 792 al 835. A diferència de l'expansionista Dharmasetu, Samaratungga no es va dedicar a l'expansió militar però va preferir reforçar el domini Srivijaya de Java. Va supervisar personalment la construcció del gran monument de Borobudur; un enorme mandala de pedra, que es va completar l'any 825, durant el seu regnat. Segons Cœdès, «A la segona meitat del segle ix Java i Sumatra es van unir sota el domini d'un Sailendra que regnava a Java… amb centre a Palembang». Samaratungga, igual que Samaragrawira, sembla haver estat profundament influït per les creences pacífices del budisme Mahayana i es va esforçar per convertir-se en un governant pacífic i benèvol. La seva successora va ser la princesa Pramodhawardhani, que estava promesa amb Shivaite Rakai Pikatan, fill de l'influent Rakai Patapan, un terratinent de Java Central. Aquest canvi polític sembla un esforç per assegurar la pau i reconciliar el budisme mahayanaamb els hindús xivaistes.

#### Retorn a Palembang
El príncep Balaputra, però, es va oposar al govern de Pikatan i Pramodhawardhani a Java Central. Les relacions entre Balaputra i Pramodhawardhani són interpretades de manera diferent per alguns historiadors. Una teoria més antiga segons Bosch i De Casparis sosté que Balaputra era fill de Samaratungga, el que significa que era el germà petit de Pramodhawardhani. Historiadors posteriors com Muljana, en canvi, van argumentar que Balaputra era fill de Samaragrawira i el germà petit de Samaratungga, el que significa que era l'oncle de Pramodhawardhani.
No se sap si Balaputra va ser expulsat de Java Central a causa d'una disputa de successió amb Pikatan, o que ja governava a Suvarnadvipa o Suvarnabhumi (nom antic de Sumatra). De qualsevol manera, sembla que Balaputra finalment va governar la branca de Sumatra de la dinastia Sailendra i va ser entronitzat a la capital Srivijaya de Palembang. Els historiadors han argumentat que això va ser perquè la mare de Balaputra, Tara, la reina consort del rei Samaragrawira, era la princesa de Srivijaya, fent de Balaputra l'hereu del tron Srivijaya. Balaputra el maharajà de Srivijaya va declarar més tard la seva reclamació com a hereu legítim de la dinastia Sailendra de Java, tal com es proclama a la inscripció de Nalanda datada l'any 860.
Després d'una interrupció comercial a Canton entre 820 i 850, el governant de Jambi (Regne de Melayu) va poder afirmar prou independència per enviar missions a la Xina el 853 i el 871.:95 La independència del Regne de Melayu va coincidir amb els temps difícils quan el Sailendran Balaputradewa va ser expulsat de Java i més tard es va apoderar del tron de Srivijaya. El nou maharajà va poder enviar una missió tributària a la Xina el 902. Dos anys després, la debilitada dinastia Tang va conferir un títol a un enviat Srivijaya.
A la primera meitat del segle x, entre la caiguda de la dinastia Tang i l'ascens de la Song, hi va haver un comerç ràpid entre el món d'ultramar amb el regne de Fujian de Min i el ric regne de Guangdong de Nan Han. Srivijaya, sens dubte, es va beneficiar d'això. Al voltant de l'any 903, l'escriptor musulmà Ibn Rustah va quedar tan impressionat amb la riquesa del governant Srivijaya que va declarar que no se sentiria mai a parlar d'un rei més ric, més fort o que tingués més ingressos. Els principals centres urbans de Srivijaya es trobaven llavors a Palembang (especialment el lloc de Karanganyar prop de la zona del turò de Seguntang Hill), Muara Jambi i Kedah.

#### Exploració Srivijaya
El nucli del regne Srivijaya es va concentrar als estrets de Malacca i Sunda i als voltants ia Sumatra, la  península de Malaca i Java occidental. Tanmateix, entre els segles ix i xii, la influència de Srivijaya sembla haver-se estès molt més enllà del nucli. Sembla que els navegants, mariners i comerciants srivijaians es van dedicar a un ampli comerç i exploració, que va arribar a la costa de Borneo, l'arxipèlag de les Filipines, l'est d'Indonèsia, la costa d'Indoxina, la golf de Bengala i l'oceà Índic fins a Madagascar.
Es va estimar que la migració a Madagascar va tenir lloc fa 1.200 anys al voltant de l'any 830 dC. Segons un nou estudi d'ADN mitocondrial ampli, els malgaixos nadius d'avui probablement poden rastrejar la seva herència fins a 30 mares fundadores que van navegar des d'Indonèsia fa 1.200 anys. El malgaix conté paraules en préstec del sànscrit, amb totes les modificacions lingüístiques locals a través del javanès o el malai, la qual cosa insinua que Madagascar podria haver estat colonitzada per colons de Srivijaya.
La influència de l'imperi va arribar a Manila al segle x. El Regne de Tondo, que estava sota la seva esfera d'influència, ja s'hi havia establert. El descobriment d'una estàtua daurada a Agusan del Sur i d'una Kinnara daurada de Butuan, al nord-est de Mindanao, a les Filipines suggereix un antic vincle entre les antigues Filipines i l'imperi Srivijaya, ja que Tara i Kinnara són figures o deïtats importants en el budisme Mahayana. La comunitat religiosa budista Mahayana-Vajrayana suggereix que les antigues Filipines van adquirir les seves creences Mahayana-Vajrayana a partir de la influència Srivijaya a Sumatra. Aquest regne productor d'or va ser probablement l'origen de l'epítet Suvarnadvipa («illes d'or») esmentat en els primers textos indis, un nom geogràfic que els estudiosos creuen que fa referència a les illes del sud-est asiàtic, incloent Sumatra i Mindanao.
Al segle xii, el regne incloïa parts de Sumatra, la península Malaia, Java occidental i parts de Borneo. També va tenir influència sobre parts específiques de les Filipines, sobretot l'arxipèlag de Sulu i les illes Visayas. Alguns historiadors creuen que el nom «Visayas» deriva de l'imperi Srivijaya.

#### Guerra contra Java

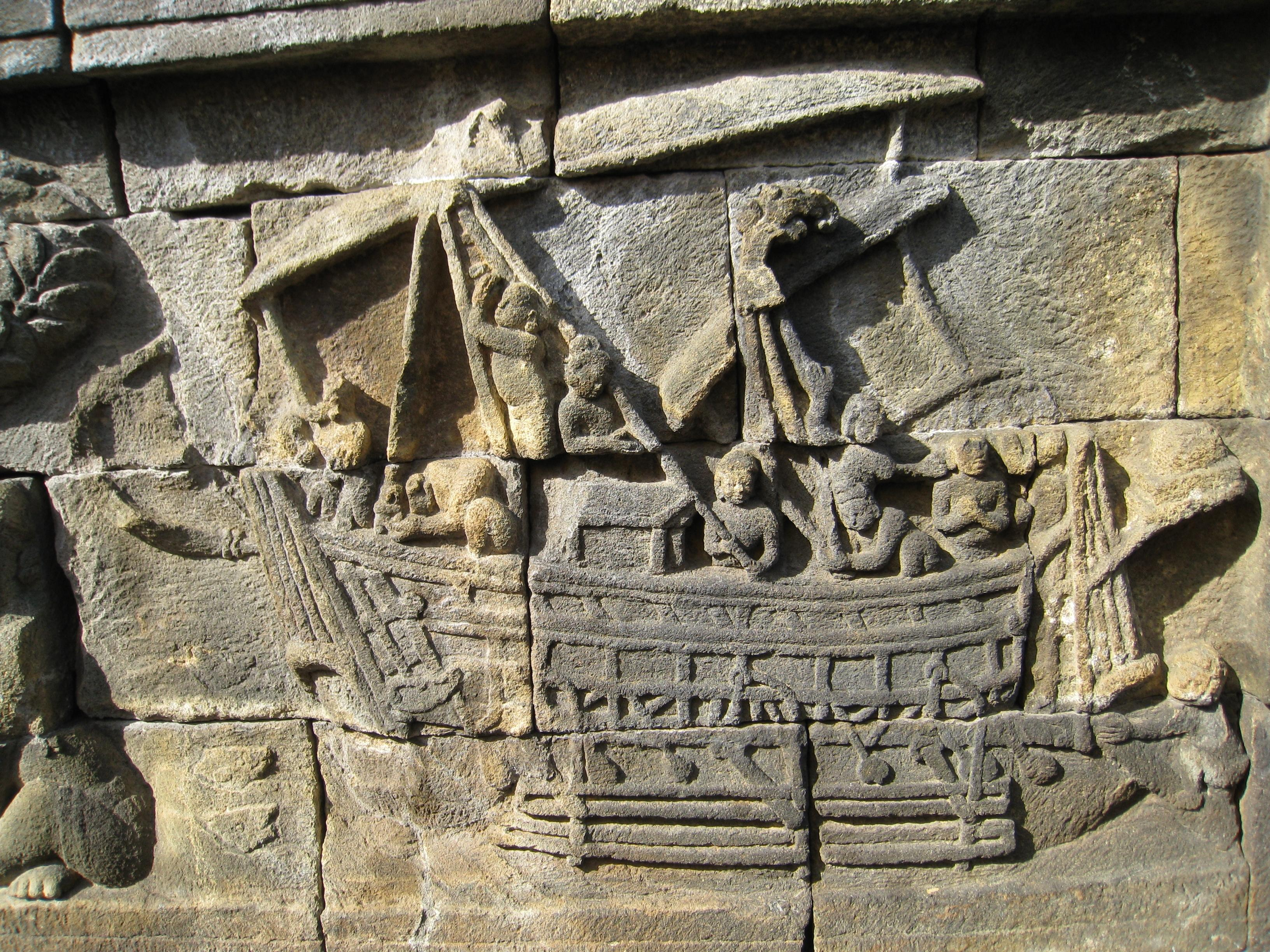
Antic vaixell javanès representat a Borobudur.

Al segle x, la rivalitat entre la Sumatra Srivijaya i el regne javanès de Mataram es va fer més intensa i hostil. L'animadversió probablement va ser causada per l'esforç de Srivijaya per recuperar les terres de Sailendra a Java o per l'aspiració de Mataram de desafiar la dominació de Srivijaya a la regió. A Java Oriental, la inscripció d'Anjukladang datada de l'any 937 esmenta un atac d'infiltració malai, que alhora fa referència a un atac Srivijaya al Regne Mataram de Java Oriental. Els vilatans d'Anjuk Ladang van ser premiats pel seu servei i mèrit en ajudar l'exèrcit del rei, sota el lideratge de Mpu Sindok, a repel·lir les forces invasores Malaies (Sumatra); posteriorment, es va erigir un jayastambha(monument de la victòria) en el seu honor.
El 990, el rei Dharmawangsa de Java va llançar una invasió naval contra Srivijaya i va intentar controlar la capital Palembang. La notícia de la invasió javanesa de Srivijaya es va registrar a les fonts de l'època Song xinesa. El 988, un enviat Srivijaya va ser enviat a la cort xinesa de Canton. Després de residir durant uns dos anys a la Xina, l'enviat es va assabentar que el seu país havia estat atacat per She-po (Java), cosa que va que fos incapaç de tornar a casa. L'any 992 l'enviat de She-po (Java) va arribar a la cort xinesa i va explicar que el seu país estava involucrat en una guerra contínua amb San-fo-qi (Srivijaya). L'any 999 l'enviat Srivijaya va navegar des de la Xina a Txampa per intentar tornar a casa, però no va rebre cap notícia sobre l'estat del seu país. L'enviat Srivijaya va tornar a la Xina i va fer una crida a l'emperador xinès per la protecció de Srivijaya contra els invasors javanesos.:229
La invasió de Dharmawangsa va portar el maharajà de Srivijaya, Sri Cudamani Warmadewa, a buscar protecció a la Xina. Warmadewa era conegut com un governant hàbil, amb habilitats diplomàtiques astutes. Enmig de la crisi provocada per la invasió javanesa, va aconseguir el suport polític xinès aplacant l'emperador xinès. L'any 1003, un registre històric de Songva informar que l'enviat de San-fo-qi va ser enviat pel rei Shi-li-zhu-luo-wu-ni-fo-ma-tiao-hua (Sri Cudamani Warmadewa). L'enviat Srivijaya va dir a la cort xinesa que al seu país s'havia erigit un temple budista per pregar per la llarga vida de l'emperador xinès, i va demanar a l'emperador que donés nom al temple i que enviés la campana d'aquest temple que es va construir en honor seu. Alegre, l'emperador xinès va anomenar el temple Ch'eng-t'en-wan-shou («deu mil anys de rebre la benedicció del paradís, que és la Xina») i immediatament es va enviar una campana a Srivijaya per instal·lar-la al temple.:6
El 1006, l'aliança de Srivijaya va demostrar la seva resistència repel·lint amb èxit la invasió javanesa. Aquest atac va obrir els ulls del Maharajà de Srivijaya de la perillositat del regne javanès de Mataram, així que va ordir pacientment un pla per destruir el gran enemic javanès. Com a represàlia, Srivijaya va ajudar a Haji (rei) Wurawari de Lwaram a revoltar-se, la qual cosa va provocar l'atac i la destrucció del palau de Mataram. Aquest atac sobtat i inesperat va tenir lloc durant la cerimònia del casament de la filla de Dharmawangsa, que va deixar el tribunal sense estar preparat i commocionat. Amb la mort de Dharmawangsa i la caiguda de la capital de Mataram, Srivijaya va contribuir al col·lapse del regne de Mataram, deixant Java Oriental en més malestar, violència i, finalment, desolació durant diversos anys.

### Declivi

#### Invasió Chola
Els factors que van contribuir a la decadència de Srivijaya van ser la pirateria estrangera i les incursions que van alterar el comerç i la seguretat a la regió. Rajendra Cola I, el rei Chola de Tamil Nadu al sud de l'Índia, va fer incursions navals als ports de Srivijaya el 1025. La seva armada va navegar ràpidament cap a Sumatra fent servir vents del monsó, va fer un atac furtiu i va atacar els catorze ports de Srivijaya. L'atac va agafar Srivijaya per sorpresa i sense estar preparat; primer van saquejar la capital de Palembang i després es van traslladar ràpidament a altres ports, inclòs Kadaram (l'actual Kedah).
Se sap que els Chola es van beneficiar tant de la pirateria com del comerç exterior. Així doncs, a través de la navegació, els Chola van saquejar i conquerir tot el sud-est asiàtic. Una inscripció del rei Rajendra afirma que havia capturat el rei de Kadaram, Sangrama Vijayatunggavarman, fill de Mara Vijayatunggavarman, i va saquejar molts tresors, inclòs el Vidhyadara-torana, la «porta de guerra» amb joies de Srivijaya adornada amb gran esplendor.
Segons els annals malais del segle xv (Sejarah Melayu) Rajendra Cola I després de l'èxit de l'atac naval el 1025 es va casar amb Onang Kiu, la filla de Vijayottunggavarman. Aquesta invasió va obligar Srivijaya a fer les paus amb el regne javanès de Kahuripan. L'acord de pau va ser negociat per la filla exiliada de Vijayottunggavarman, que va aconseguir escapar de la destrucció de Palembang i va arribar a la cort del rei Airlangga a Java Oriental. També es va convertir en la reina consort d'Airlangga anomenada Dharmaprasadottungadevi i, el 1035, Airlangga va construir un monestir budista anomenat Srivijayasrama dedicat a la seva reina consort.:163
Els Chola van continuar una sèrie d'atacs i conquestes de part de Sumatra i la península Malaia durant els anys següents. L'expedició de Rajendra Cola I va tenir una impacte tan duradora sobre el poble malai de l'època que fins i tot s'esmenta el seu nom (en la forma corrupta com Raja Chulan) a la crònica malaia medieval Sejarah Melayu (annals malais). Encara avui la forma Chola es registra a Malàisia, ja que molts prínceps de Malàisia tenen noms que acaben amb Cholan o Chulan, un d'aquests era el Raja de Perak anomenat Raja Chulan.

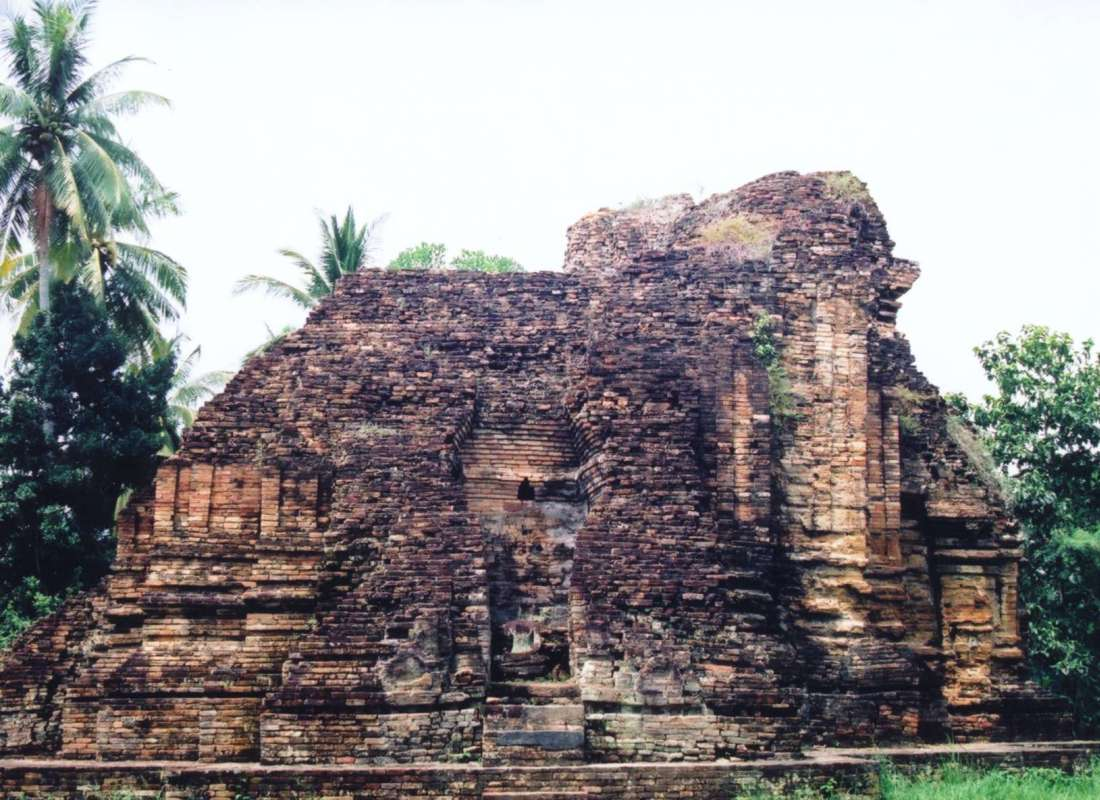
Ruïnes del Wat Kaew a Chaiya, que daten de l'època Srivijaya

Les expedicions a l'estranger de Rajendra Cola contra Srivijaya van ser úniques en la història de l'Índia i les seves relacions pacífiques amb els estats del sud-est asiàtic. Els motius de les expedicions navals són incerts, ja que les fonts no en descriuen les seves causes exactes. Nilakanta Sastri suggereix que els atacs probablement van ser causats pels intents de Srivijaya de llançar obstacles al comerç Chola amb Orient o, més probablement, per un simple desig per part de Rajendra Cola d'estendre les seves victòries militars als països coneguts per guanyar prestigi. Una nova investigació, però, suggereix que l'atac va ser un atac preventiu amb motius comercials. L'atac naval de Rajendra Cola va ser una maniobra geoestratègica.
Les incursions van debilitar greument l'hegemonia Srivijaya i van permetre la formació de regnes regionals com el regne Kediri, que es basaven en l'agricultura intensiva més que en el comerç costaner i de llarga distància. Amb el pas del temps, el centre comercial regional va passar de l'antiga capital Srivijaya de Palembang a un altre centre comercial a l'illa de Sumatra, Jambi.

#### Sota el domini Chola
El control Chola sobre Srivijaya sota Rajendra Cola I va durar dues dècades fins al 1045 dC. Segons una teoria proposada per l'historiador de Sri Lanka Senarath Paranavitana, Rajendra Cola I va ser assassinat l'any 1044 dC, durant la seva visita a Srivijaya, per ordre de Samara Vijayatunggavarman, germà de Sangrama Vijayatunggavarman. Segons aquesta teoria, Samara va llançar una aniquilació massiva contra els Chola i va reclamar el tron Srivijaya el 1045. Samara va enviar el seu cosí i gendre, Mahendra, amb el seu exèrcit per ajudar Vijayabahu I a derrotar els Chola i recuperar el tron. El nom de Samara va ser esmentat per Mahinda VI de Polonnaruwa a la inscripció Madigiriya i la inscripció Bolanda. Per contra, segons els epígrafs i els registres del sud de l'Índia, Rajendra Cola I va morir a Brahmadesam, ara una part del districte de North Arcot a Tamil Nadu, Índia. Aquesta informació està registrada en una inscripció del seu fill, Rajadhiraja Cola I, que afirma que la reina de Rajendra Cola, Viramadeviyar, va cometre sati a la mort de Rajendra i les seves restes van ser enterrades a la mateixa tomba que Rajendra Cola I a Brahmadesam. Afegeix que el germà de la reina, que era general de l'exèrcit de Rajendra, va instal·lar una conca hidrogràfica al mateix lloc en memòria de la seva germana.
També hi ha proves que suggereixen que Kulottunga Cola, el net matern de l'emperador Rajendra Cola I, en la seva joventut (1063) va estar a Sri Vijaya, va restaurar l'ordre i mantenir la influència Chola en aquella zona. ViraRajendra Cola afirma a la seva inscripció, datada l'any 7 del seu regnat, que va conquerir Kadaram (Kedah) i la va retornar al seu rei que va venir i a qui va adorar als seus peus. Aquestes expedicions van ser dirigides per Kulottunga per ajudar el rei Sailendra que havia demanat l'ajuda de ViraRajendra Cola. Una inscripció de Canton esmenta Ti-hua-kialo com el governant de Sri Vijaya. Segons els historiadors, aquest governant és el mateix que el governant Chola Ti-hua-kialo (identificat amb Kulottunga) esmentat als annals de la dinastia Song i que va enviar una ambaixada a la Xina. Segons Tan Yeok Song, l'editor de la inscripció Sri Vijayan de Canton, Kulottunga es va quedar a Kadaram (Kedah) després de l'expedició naval del 1067 dC i va reinstaurar el seu rei abans de tornar al sud de l'Índia i ser entronitzat.

#### Rivalitats internes i externes
Entre el 1079 i el 1088, els registres xinesos mostren que Srivijaya va enviar ambaixadors de Jambi i Palembang. L'any 1079, en particular, un ambaixador de Jambi i Palembang van visitar la Xina. Jambi va enviar dos ambaixadors més a la Xina el 1082 i el 1088. Això suggeriria que el centre de Srivijaya es va desplaçar freqüentment entre les dues ciutats principals durant aquest període. Les expedicions Chola així com les rutes comercials canviants van debilitar Palembang, permetent a Jambi prendre el lideratge de Srivijaya a partir del segle xi.
Al segle xii, una nova dinastia anomenada Mauli va prendre el control de Srivijaya. La referència més antiga de la nova dinastia es va trobar a la inscripció de Grahi de 1183 descoberta a Chaiya (Grahi), al sud de la península de Tailàndia. La inscripció porta l'ordre del Maharajà Srimat Trailokyaraja Maulibhusana Warmadewa al bhupati (regent) de Grahi anomenat Mahasenapati Galanai per fer una estàtua de Buda amb un pes d'1 bhara 2 tula amb un valor de 10 tamlins d'or. L'artista responsable de la creació de l'estàtua va ser Mraten Sri Nano.
Segons el llibre de la dinastia Song xinesa Zhu Fan Zhi, escrit cap al 1225 per Zhao Rugua, els dos regnes més poderosos i rics de l'arxipèlag del sud-est asiàtic eren Srivijaya i Java (Kediri), amb la part occidental (Sumatra, la península Malaia i l'oest de Java/Sonda) sota el domini de Srivijaya i la part oriental sota el domini de Kediri. Diu que la gent de Java seguia dos tipus de religions, el budisme i la religió dels brahmans (hinduisme), mentre que la gent de Srivijaya seguia el budisme. El llibre descriu la gent de Java com a valenta, de mal humor i disposada a lluitar. També assenyala que els seus passatemps preferits eren les baralles de galls i de porcs. Les monedes utilitzades estaven fetes d'una barreja de coure, plata i estany.
Zhu fan zhi també afirma que Java estava governada per un maharajà i controlava les «dependències» següents: Pai-hua-yuan (Pacitan), Ma-tung (Mataram), Ta-pen (Tumapel, ara Malang), Hi-ning (Dieng), Jung-ya-lu (Hujung Galuh, ara Surabaya), Tung-ki (Jenggi, Papua Occidental), Ta-kang (Sumba), Huang-ma-chu (Sud-oest de Papua), Ma-li (Bali), Kulun (Gurun, identificat com a Gorong o Sorong a Papua Occidental o una illa a Nusa Tenggara), Tan-jung-wu-lo(Tanjungpura a l'actual Kalimantan Occidental, Borneo), Ti-wu (Timor), Pingya-i (Banggai a les illes Cèlebes) i Wu-nu-ku(Moluques). A més, Zhao Rugua va dir que Srivijaya «encara era una gran potència a principis del segle xiii» amb 15 colònies: Pong-fong (Pahang), Tong-ya-nong (Terengganu), Ling-ya-si- kia (Langkasuka), Kilan-tan (Kelantan), Fo-lo-an (Dungun, part oriental de la península de Malaia, una ciutat dins de l'estat de Terengganu), Ji-lo-t'ing (Cherating), Ts'ien-mai (Semawe, península malaia), Pa-t'a (Sungai Paka, situat a Terengganu de la península malaia), Tan-ma-ling(Tambralinga, Ligor o Nakhon Si Thammarat, sud de Tailàndia), Kia-lo-hi (Grahi, (Krabi) part del nord de la península de Malaia), Pa-lin-fong (Palembang), Sin-t'o (Sunda), Lan-wu-li (Lamuri a Aceh), Kien-pi (Jambi) i Si-lan (Cambodja o Ceilan (?)).
Srivijaya es va mantenir com potència marítima fins al segle xiii. Segons Cœdès, a finals del segle xiii, l'imperi «havia deixat d'existir […] a causa de la pressió simultània als seus dos flancs de Siam i Java».

#### Pressió javanesa
Al segle xiii, l'imperi Singhasari, l'estat successor de Kediri a Java, aconsegui l'hegemonia regional al sud-est asiàtic marítim. L'any 1275, l'ambiciós rei Kertanegara, el cinquè monarca de Singhasari que havia regnat des de 1254, va llançar una campanya naval cap al nord cap a les restes del mandala Srivijaya. El més fort d'aquests regnes malais va ser Jambi, que va capturar la capital Srivijaya el 1088, després el regne de Dharmasraya i el regne de Temasek de Singapur, i després els territoris restants. El 1288, les forces de Kertanegara van conquerir la majoria dels estats malais, inclosos Palembang, Jambi i gran part de Srivijaya, durant l'expedició de Pamalayu. La inscripció Padang Roco es va descobrir el 1911 prop del naixement del riu Batang Hari. La inscripció de 1286 afirma que sota l'ordre del rei Kertanegara de Singhasari, una estàtua d'Amoghapasa Lokeshvara va ser transportada des de Bhumijawa (Java) a Suvarnabhumi (Sumatra) per ser erigida a Dharmasraya. Aquest regal va fer alegrar la gent de Suvarnabhumi, especialment el seu rei Tribhuwanaraja.

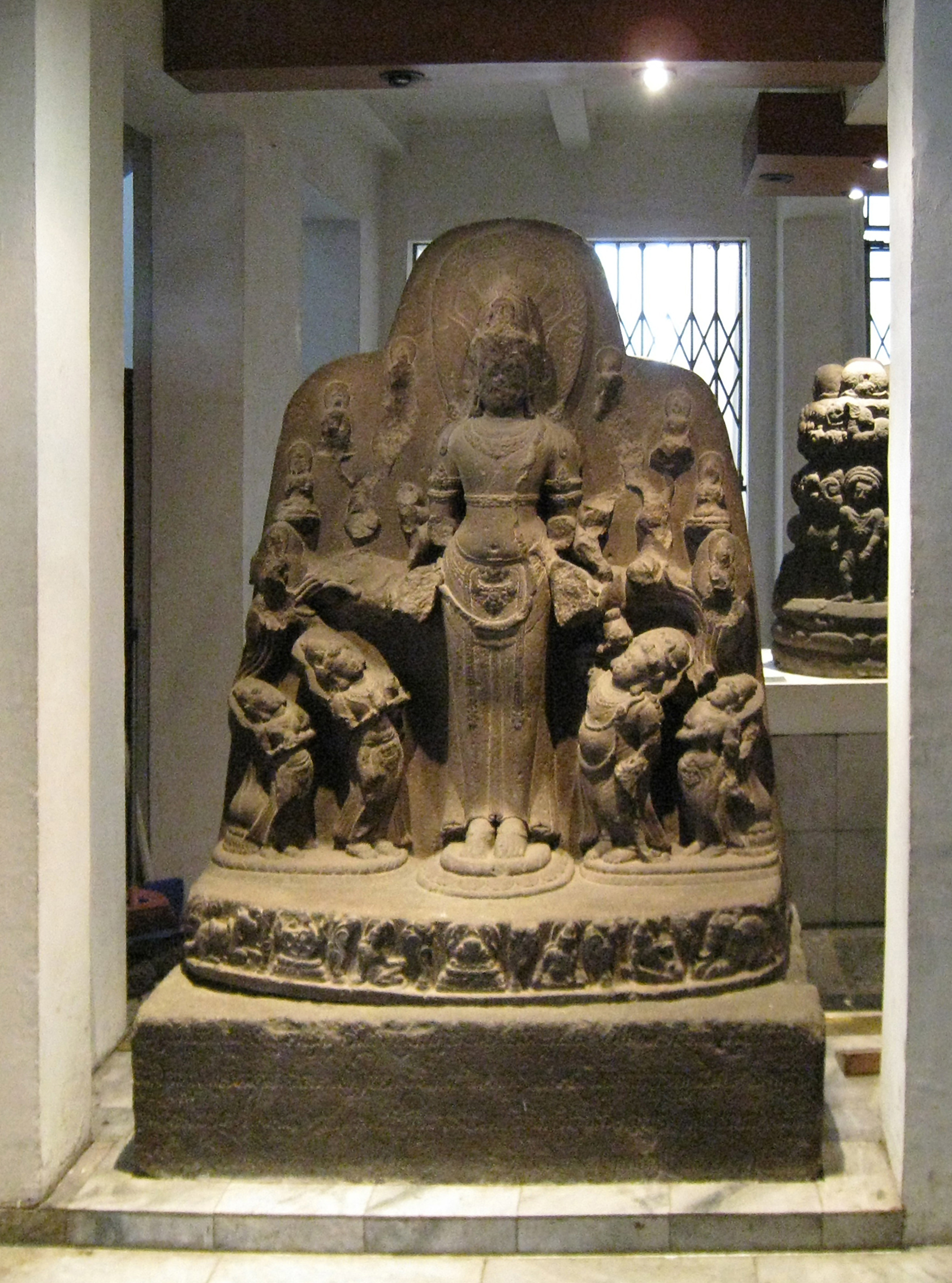
Estàtua d'Amoghapasa a la part superior de la inscripció (1286) enviada per Kertanegara de Singhasari per ser erigida a Suvarnabhumi Dharmasraya

El 1293, l'imperi Majapahit, l'estat successor de Singhasari, va governar gran part de Sumatra. El príncep Adityawarman va rebre el poder sobre Sumatera el 1347 per Tribhuwana Wijayatunggadewi, el tercer monarca de Majapahit. Una rebel·lió va esclatar el 1377 i va ser sufocada per Majapahit, però va deixar la zona del sud de Sumatra en caos i desolació.
En els anys següents, la sedimentació a l'estuari del riu Musi va tallar l'accés directe al mar a la capital del regne. Aquest desavantatge estratègic va paralitzar el comerç a la capital del regne. A mesura que la decadència avançava, l'islam es va aparèixer a la regió d'Aceh a Sumatra, estenent-se a través de contactes amb comerciants àrabs i indis. A finals del segle xiii, el regne de Pasai, al nord de Sumatra, es va convertir a l'islam. Al mateix temps, les terres de Srivijaya a la península malaia (avui sud de Tailàndia) van ser breument un estat tributari de l'imperi Khmer i més tard del regne de Sukhothai. L'última inscripció en què s'esmenta un príncep hereu, Ananggavarman, fill d'Adityawarman, data de 1374.

#### Últims esforços de recuperació
Després de dècades de dominació javanesa, els governants de Sumatra van fer diversos esforços per fer reviure l'antic prestigi i la fortuna del mandala Srivijaya. Segons els Annals Malais, un nou governant anomenat Sang Sapurba va ser promogut com el nou líder del mandala Srivijaya. Es va dir que després de la seva adhesió a Seguntang Hill amb els seus dos germans menors, Sang Sapurba va entrar en una aliança sagrada amb Demang Lebar Daun, el governant nadiu de Palembang. El nou sobirà es va desplaçar de Seguntang Hill a la gran plana del riu Musi, on es va casar amb Wan Sendari, la filla del cap local, Demang Lebar Daun. Es deia que Sang Sapurba va regnar a les terres de Minangkabau.
Segons les llegendes de Visayan, a la dècada de 1200, hi va haver un moviment de resistència dels datus de Srivijaya dirigit contra els poders invasors dels imperis Chola i Majapahit. Els datus van emigrar i van organitzar el seu moviment de resistència des de les illes Visayas de les Filipines, que va rebre el nom de la seva terra natal Srivijaya. Ten Datus, dirigit per Datu Puti, va establir un estat remanent de Srivijaya, anomenat Madja-as, a les illes Visayas. Aquest estat remanent va fer la guerra contra l'imperi Chola i Majapahit i també va atacar la Xina, abans que finalment fossin assimilats a l'imperi espanyol que es va expandir a les Filipines des de Mèxic.
El 1324, un príncep Srivijaya, Sri Maharajà Sang Utama Parameswara Batara Sri Tribuwana (Sang Nila Utama), va fundar el Regne de Singapura (Temasek). Segons la tradició, estava relacionat amb Sang Sapurba. Va mantenir el control de Temasek durant 48 anys. Va ser reconegut com a governant de Temasek per un enviat de l'emperador xinès cap al 1366. El van succeir el seu fill Paduka Sri Pekerma Wira Diraja (1372–1386) i el seu net, Paduka Seri Rana Wira Kerma (1386–1399). El 1401, l'últim governant, Paduka Sri Maharajà Parameswara, va ser expulsat de Temasek per forces de Majapahit o Ayutthaya. Més tard es va dirigir al nord i va fundar el sultanat de Malaca el 1402. El sultanat de Malaca va succeir a l'Imperi Srivijaya com a entitat política malaia a l'arxipèlag.